# Gracias a la Vida (festival)
Gracias a la Vida was een outdoorevenement in het Belgische Lommel.

## Kenmerken
Het evenement vond sinds 2007 eenmaal per jaar in de zomer plaats in het Burgemeesterspark. Het evenement beleefde in 2017 haar tiende en laatste editie. 
Gracias a la Vida had twee podia: de Mainstage en de DJ Stage. Ze programmeren zowel bands als DJ's.
Gracias a la Vida ondersteunde met hun evenement verschillende goede doelen waarmee de organisatie een band heeft. Zo ondersteunden ze het Ghaneese project African Vibes. Het project Druppels voor Haïti in Haïti helpt de organisatie ITECA van Lommelaar Dirk Wils. Gracias a la Vida ondersteunde verder ook projecten in Rwanda (vzw Urukundo) en Kenia.

## Geschiedenis
2007De eerste editie van het evenement in het Burgemeesterspark in Lommel. Het evenement vond toen voor de eerste keer plaats op 14 april 2007.
2008Op zaterdag 26 juli 2008 vond de tweede editie plaats. De headliners waren toen: Antwerp Gipsy Ska Orchestra, La Gazz, Ikeman & Funky T, The Splifftones, Quadrone, Les Offs, Local Position Soundsystem, Blacknowledge, The New Rising Sun, Kundabuffi en DJ Double B.
2009Bij de derde editie, op 18 juli 2009, waren er volgende headliners: Zion Revival, 'n Jah Police, DJ Bubba, Teddy Machinegun, Undefined, Jim Cofey, Inner Strength, Shaman Festival, Local Position Soundsystem, Agento Chevara & Ladji, Sterk Water en Rudi Royale.
2010In 2010 hadden ze te gast: Kraak & Smaak, Lize Accoe, Bert Gabriëls, W. Victor, Bottle of Moonshine, Los Callejeros, Stad van Licht, Pandamic, DJ Bubba, Rudi Royale en Agento Chevara.
2011In 2011 stonden op het podium: Agento Chevara, Rusty Roots, Collieman & The Mighty Suncape Crew, JFJ, Motek, La Chiva Gantiva, Buscemi, Ntology. Ikeman & Funky-T sloten het festival af.
2013Mainstage: Postmen (NL), Merdan Taplak, Buscemi, Che Sudaka (ARG/COL), Baciamolemani (IT), Bearskin, Iron Ites en Agento Chevara & Kiliman.
DJ-stage: TLP, Faisal, Silverbullet Sound en Rakka.
Er waren ook tal van parkacts zoals: Tinto Brass Street Band (IT) en Famba.
In de media kondigde Gracias a la Vida aan dat ze graag hun evenement over twee dagen zouden spreiden.
2014Main stage: La Pegatina, Postmen en Kiril Djaikovski, naast Chotokoeu (Spanje, mestizo-ska), Debademba (Mali, afroblues), Iron Ites (reggae) en Ikeman & Funky-T (global beats).
DJ-stage: Pow Pow Movement, Silverbullet Sound, Warriorsound en Rwandees afro-hiphoptalent Freezo.
2015Main stage: Kiliman, Moodcollector, New Rising Sun, Merdan Taplak, Le Peuple De L'herbe, Anthony B en Debunked.
DJ-stage: TLP, Deejay Baobab (2x), Cromanty en Bubba.
2017Laatste editie